# Oblast' di Ul'janovsk
L'oblast' di Ul'janovsk (in russo Ульяновская область?, Ulʾjanovskaja oblastʾ) è un'oblast' della Russia sita su un territorio interessato dalle Alture del Volga e dal bacino artificiale di Samara (sbarramento sul fiume Volga).
Il capoluogo Ul'janovsk, fino al 1924 Simbirsk, (635 600 abitanti), dal nome di Vladimir Il'ič Ul'janov (Lenin) che vi nacque nel 1870, è un porto commerciale sul Volga. Altre città importanti della provincia sono: Dimitrovgrad (100 000 abitanti) noto mercato agricolo con industrie alimentari 80 km ad est della capitale e Inza (30 000 abitanti) famosa per il suo raffinato artigianato del legno.

## Geografia

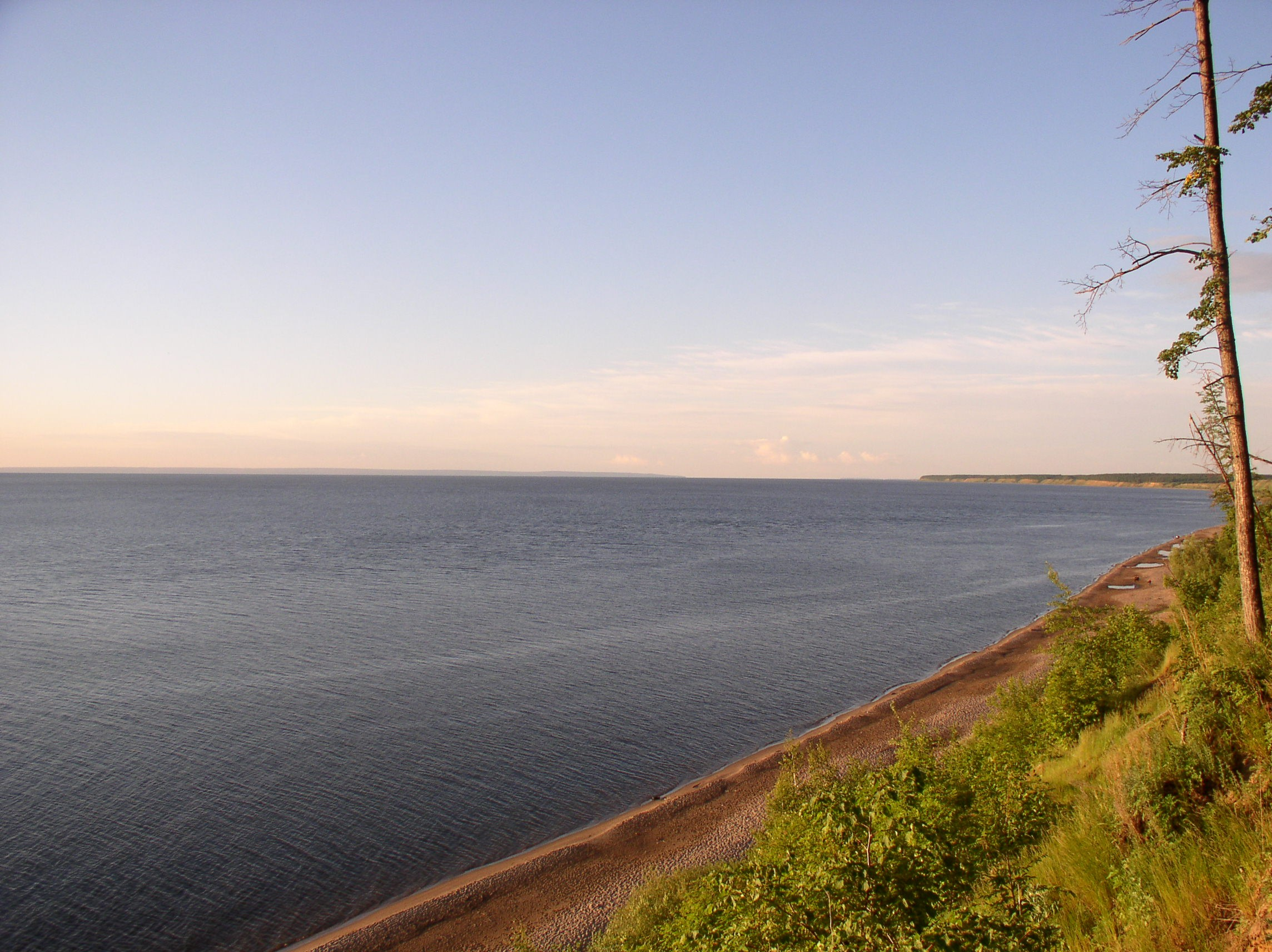
Il fiume Volga (bacino di Kujbyšev) vicino Ulyanovsk

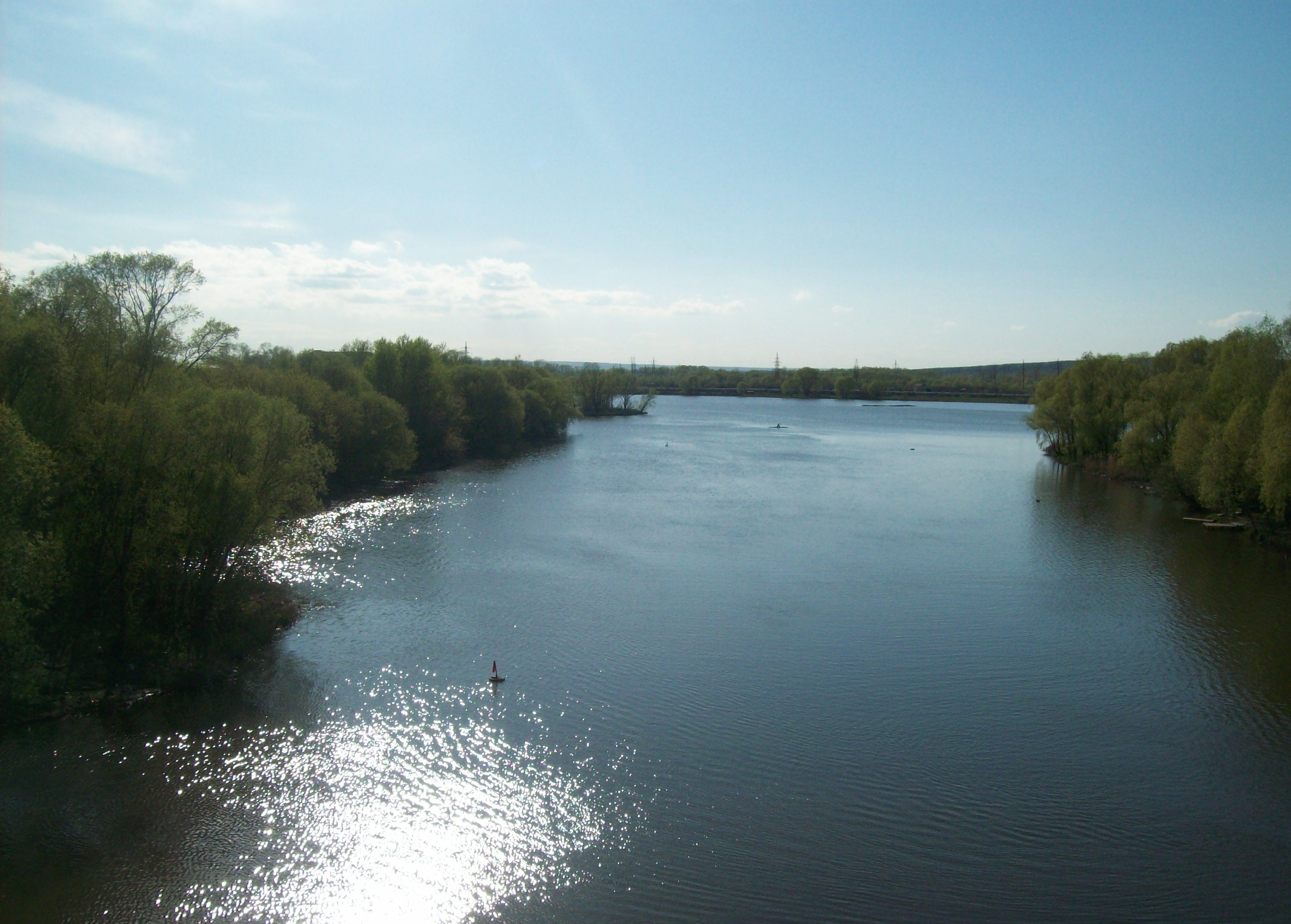
Il fiume Svijaga

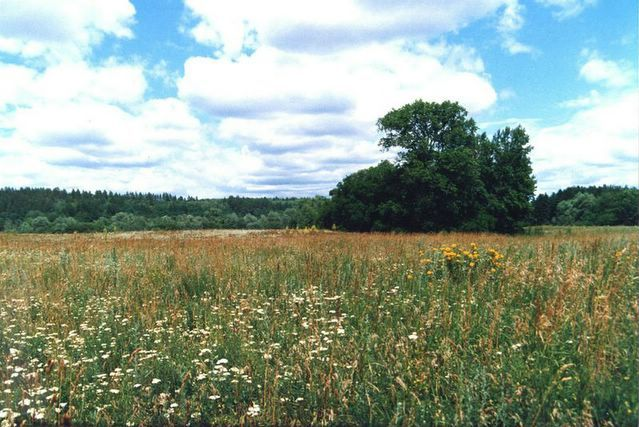
Nature reserve "Privolzhskaya lesostep"

Confina con le oblast' di Samara ad Est, Saratov a Sud e Penza ad Ovest e con le repubbliche di Mordovia a nordovest, Ciuvascia a nord e verso nord est con il Tatarstan.
Il territorio è attraversato dal Volga che, con i numerosi canali creati per l'irrigazione delle campagne, ha favorito in modo determinante l'agricoltura (cerealicoltura). Possiede industrie meccaniche, tessili, elettrotecniche e del legno.

## Suddivisioni amministrative
L'oblast' di Ul'janovsk si divide in:
- 21 rajon;

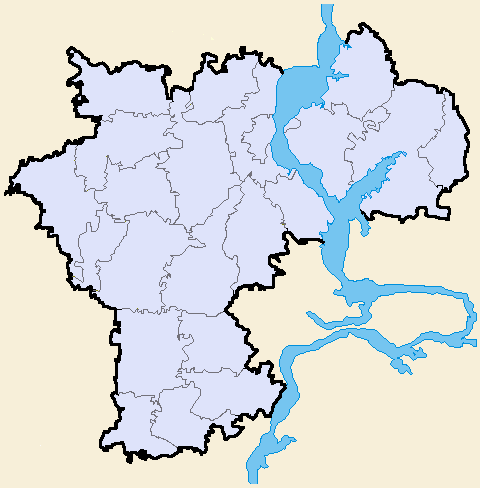
Suddivisioni amministrative

- 3 città (circondari urbani) sotto la giurisdizione dell'oblast'.

### Rajon
La oblast' di Ul'janovsk comprende 21 rajon (fra parentesi il capoluogo; sono indicati con un asterisco i capoluoghi non direttamente dipendenti dal rajon ma posti sotto la giurisdizione della oblast'):
- Bazarnosyzganskij (Bazarnyj Syzgan)
- Baryšskij  (Baryš)
- Čerdaklinskij (Čerdakly)
- Cil'ninskij (Bol'šoe Nagatkino)
- Inzenskij (Inza)
- Karsunskij (Karsun)
- Kuzovatovskij (Kuzovatovo)
- Melekesskij (Dimitrovgrad*)
- Majnskij (Majna)
- Nikolaevskij (Nikolaevka)
- Novomalyklinskij (Novaja Malykla)

- Novospasskij (Novospasskoe)
- Pavlovskij (Pavlovka)
- Radiščevskij (Radiščevo)
- Sengileevskij (Sengilej)
- Starokulatkinskij (Staraja Kulatka)
- Staromajnskij (Staraja Majna)
- Teren'gul'skij (Teren'ga)
- Surskij (Surskoe)
- Ul'janovskij (Išeevka)
- Veškajmskij (Veškajma)

### Città
I centri abitati della oblast' che hanno lo status di città (gorod) sono 6 (in grassetto le città sotto la diretta giurisdizione della oblast', che costituiscono una divisione amministrativa di secondo livello):
- Baryš
- Dimitrovgrad
- Inza
- Novoul'janovsk
- Sengilej
- Ul'janovsk

### Insediamenti di tipo urbano
I centri urbani con status di insediamento di tipo urbano sono 29 (in grassetto gli insediamenti di tipo urbano sotto la diretta giurisdizione della oblast', che costituiscono una divisione amministrativa di secondo livello):
- Bazarnyj Syzgan
- Cemzavod
- Čerdakly
- Cil'na
- Čufarovo
- Glotovka
- Ignatovka
- Imeni V. I. Lenina
- Išeevka
- Izmajlovo

- Jazykovo
- Karsun
- Krasnyj Guljaj
- Kuzovatovo
- Majna
- Mullovka
- Nikolaevka
- Novaja Majna
- Novospasskoe
- Pavlovka

- Radiščevo
- Silikatnyj
- Staraja Kulatka
- Staraja Majna
- Starotimoškino
- Surskoe
- Teren'ga
- Veškajma
- Žadovka